# Esin (Name)
Esin ist ein türkischer weiblicher und männlicher Vorname sowie Familienname und bedeutet etwa morgendliche Brise, Morgenwind oder Inspiration.

## Namensträger

### Familienname
- Seyfullah Esin (1902–1982), türkischer Diplomat